# Conseil militaire suprême (Ghana)
Le Conseil militaire suprême (CMS) est le gouvernement au pouvoir du Ghana du 9 octobre 1975 au 4 juin 1979. Son président est Ignatius Kutu Acheampong. Il est également chef de l'État du Ghana en raison de sa présidence.

## CMS I et II
La période du CMS peut être divisée en deux époques. Celles-ci sont :
- Époque Acheampong - CMS - 1 (9 octobre 1975 - 5 juillet 1978)
- Époque Akuffo - CMS 2 - (5 juillet 1978 - 4 juin 1979)

## Formation du Conseil militaire suprême
Le 9 octobre 1975, le Conseil National de Rédemption (en) est remplacé par le Conseil Militaire Suprême. Ignatius Kutu Acheampong en est le président en ce conseil se compose de tous les commandants du service militaire dont le lieutenant-général Akuffo, le Chef d'état-major de la Défense, et respectivement les commandants de l'armée, de la marine, de l'armée de l'air et des gardes-frontières. Les commandants des première et deuxième brigades d'infanterie de l'Armée de Terre du Ghana (en) sont également inclus. On pense que ce coup d’État a éliminé Agbo, Baah et Selormey lorsqu’Acheampong a commencé à les considérer comme une menace. Il a également confié aux différents commandants de service la responsabilité à la fois de l'armée et de l'État, car il y a eu des tensions entre les officiers relativement subalternes du gouvernement et les commandants supérieurs des forces armées.

## Gouvernement d'Union
Acheampong a introduit le concept de gouvernement d'union qui verra à la fois les militaires et les civils impliqués dans le gouvernement. Un comité ad hoc est créé sous la direction du procureur général du Ghana (en), Gustav Koranteng-Addow (en), pour élaborer un plan. Le comité Koranteng-Addow a rapporté, après avoir recueilli les opinions de tout le pays, que le peuple du Ghana voulait « une forme de gouvernement représentatif du peuple, ayant comme fondement philosophique les concepts d'unité nationale et de consensus, et sélectionnant ses fonctionnaires à tous les niveaux et sections de la communauté sur une base autre que l'appartenance à un ou plusieurs partis politiques institutionnalisés ». Il a également plaidé pour qu'un président exécutif et un vice-président ainsi qu'une chambre législative unique soient élus au suffrage universel des adultes. Il a également suggéré la création d'un Conseil d'État composé du Chef d'état-major de la Défense, de l'inspecteur général des Polices (Ghana) (en) et de représentants de la Chambre des chefs. Il y a eu une certaine opposition à ce concept. Il est soumis à un référendum national le 30 mars 1978. Une personne qui a exprimé ses inquiétudes concernant les plans du gouvernement est le lieutenant-général. Akwasi Afrifa, chef de l'État du Ghana et président du Conseil National de Libération (en) entre 1967 et 1969. Le CMS a ensuite organisé le référendum du gouvernement du Ghana de 1978 (en) le 30 mars 1978. Le gouvernement d'union du CMS a remporté le référendum. Le commissaire de la Commission électorale, le juge Isaac Kobina Abban (en), s'est caché pour sa propre sécurité. Quatre jours plus tard, il est accompagné de l'archevêque catholique de Cape Coast, John Kodwo Amissah (en) et Hilary Senoo du Secrétariat catholique et du révérend MC Awotwe Pratt de l'Église méthodiste du Ghana (en). Acheampong a assuré à Abban qu'il n'a rien contre lui et qu'il pouvait retourner sur le banc.

## Opposition
En novembre 1975, Joseph Henry Mensah, Ministre des Finances et de la Planification Économique (en) du gouvernement de Busia, est emprisonné par un tribunal spécial d'Accra avec Kwame Karikari, ancien secrétaire particulier de Busia, et Ibrahim Cudjoe Quaye (en), ancien député du Parti du progrès d'Ayawaso entre 1969 et 1972 pour avoir publié des documents contre le CMS. En septembre 1976, l'Association du Barreau du Ghana a demandé au CMS d'abolir les tribunaux militaires du pays et également de prendre des mesures pour ramener le pays à un régime civil. Les groupes qui ont fait campagne contre le gouvernement de l'Union, notamment le Mouvement populaire pour la liberté et la justice (PMFJ), la Troisième Force et le Front pour la prévention de la dictature, sont interdits peu après le référendum. Le PMFJ est créé en janvier 1978 et dirigé par Komla Agbeli Gbedemah, Akwasi Afrifa et William Ofori Atta. Gbedemah, Ofori Atta, Victor Owusu (en), John Bilson (politicien) (en) et Albert Adu Boahen sont placés en détention. D’autres opposés au gouvernement d’union et au CMS se sont exilés. L'opposition et le mécontentement au sein de l'armée et de la population en général se sont poursuivis tout au long de 1978. Au début du projet de gouvernement d’Union, deux officiers qui ont fait part de leurs inquiétudes sont limogés. Il s'agissait du contre-amiral Chemogoh Kevin Dzang (en), commandant de la Marine et du brigadier Joseph Nunoo-Mensah (en).

## Coup d'État du palais
Il y a des tensions croissantes au sein de l'armée car, avec la détérioration de la situation économique et les conséquences du référendum largement considéré comme truqué, de nombreux soldats estimaient que la réputation de l'armée est ternie par la politique et que l'armée devait retourner au pays. caserne. Certains officiers supérieurs du CMS ont tenté de soulever cette question, mais Acheampong a imputé la perte de prestige militaire à la hiérarchie militaire. Akuffo a lancé un complot pour remplacer Acheampong sous prétexte des réunions du Conseil consultatif militaire et il s'est terminé avec la présidence du contre-amiral Joy Amedume (en) une réunion au cours de laquelle des officiers supérieurs sont convenus de la nécessité du retrait de l'armée du gouvernement. La réunion s'est déroulée à la résidence d'Acheampong où Akuffo a lu un discours informant Acheampong que les forces armées voulaient qu'il démissionne. Il est contraint de signer une lettre de démission après avoir été convaincu qu'il n'a plus le soutien de ses collègues. Le 5 juillet 1978, il fut annoncé à la nation qu'Acheampong a démissionné de son poste de président du CMS et s'est également volontairement retiré des forces armées du Ghana. Cela est fait apparemment dans l’intérêt de la nation. Il est remplacé par le lieutenant-général. Akuffo qui est le chef d'état-major de la Défense. Le général de division Robert Kotei (en), commandant de l'armée, est devenu le nouveau chef d'état-major de la Défense. Le brigadier Neville Alexander Odartey-Wellington (en) est promu major général et nommé nouveau commandant de l'armée. Le colonel IK Amoah remplace Odartey-Wellington en tant que commandant de la première brigade d'infanterie, devenant ainsi membre du CNRC. Le brigadier Joseph Nunoo-Mensah, chef d'état-major du ministère de la Défense, a également été nommé membre du CNRC.

## Mutinerie du 15 mai 1979
Vers la fin de l’ère CMS2, le mécontentement a conduit à une grève nationale des infirmières. Les grades inférieurs de l’armée sont également déçus en matière de rémunération et sont convaincus que les ressources qui leur sont destinées sont détournées par des officiers supérieurs corrompus. Il y a un sentiment croissant que ces officiers ne devraient pas être autorisés à retourner à la caserne sans être punis pour les gains mal acquis. Il y a apparemment eu plusieurs complots de coup d'État, mais le premier à agir est celui dirigé par le lieutenant d'aviation Jerry Rawlings, un officier de l'armée de l'air charismatique et très populaire auprès de ses hommes enrôlés. Le 15 mai 1979, il déclenche la mutinerie. Ils ont retenu un certain nombre d'otages à la base aérienne. Lui et ses collègues sont encerclés par le régiment blindé dirigé par le major Abubakar Sulemana, leur commandant, puis arrêtés,. Le procureur général lors de leur procès est George Emmanuel Kwesi Aikins (en). Ses remarques critiquaient le régime militaire au Ghana et décrivaient Rawlings comme « un idéaliste motivé par le nationalisme et le souci des pauvres ». Cela a donné à Rawlings une publicité positive tant dans l'armée que parmi le gret public.

## Renversement du CMS
Un complot de coup d’État alternatif mené par un groupe connu sous le nom de Free Africa Movement impliquait des officiers subalternes et d’autres grades. Ils prévoyaient un coup d’État pour une date beaucoup plus tardive. Leur chef est le major Kojo Boakye-Djan (en) du cinquième bataillon d'infanterie. Un membre de son équipe, le caporal Peter Tasiri, a lancé le complot d'un coup d'État. Il est arrêté avec le lieutenant Baah Achamfuor, qu'ils ont tenté de recruter. Certains de ses collègues qui ont réussi à éviter d'être arrêtés ont organisé une évasion pour libérer Rawlings et ses collègues. Un garde et l'un des conspirateurs auraient été tués à ce stade. Rawlings est libéré et a annoncé le coup d'État, mais il semblait y avoir beaucoup de confusion car il n'y a pas de direction claire pour la tentative de coup d'État tout au long de la journée. Le capitaine Henry Smith du premier bataillon d'infanterie a aidé avec des munitions. L'un des membres du CMS, le commandant de l'armée, le général de division Neville Alexander Odartey-Wellington (en), a dirigé les efforts visant à mettre fin à la mutinerie. Il a annoncé à un moment donné que le coup d'État est réprimé et a demandé une rencontre avec Rawlings. Il a cependant été tué plus tard lors d'une fusillade au poste de police de Nima, qu'il utilisait temporairement comme base. Dans la soirée, le lieutenant-général Joshua Hamidu (en), chef d'état-major de la Défense, a annoncé que le gouvernement CMS est renversé.

## Membres du gouvernement Acheampong (CMS 1)
| Membres du CMS I (octobre 1975 à juillet 1978) |                                                                 |                  |                  |
| Poste                                          | Nom                                                             | Début            | Fin              |
| Chef de l'État et président                    | Colonel Ignatius Kutu Acheampong (général le 7 mars 1976)       | 9 octobre 1975   | 5 juillet 1978   |
| Chef d'État Major de la Défense                | Major Général Lawrence Okai (en) (plus tard lieutenant-général) | 9 octobre 1975   | Novembre 1976    |
| Chef d'État Major de la Défense                | Lieutenant-général Fred WK Akuffo                               | Novembre 1976    | juillet 1978     |
| Chef d'état-major de l'armée                   | Brigadier Fred WK Akuffo (plus tard lieutenant général)         | 9 octobre 1975   | Novembre 1976    |
| Chef d'état-major de l'armée                   | Major-général Robert EA Kotei                                   | Novembre 1976    | 5 juillet 1978   |
| Chef d'état-major de la Marine                 | Capitaine CK Dzang (plus tard contre-amiral)                    | 9 octobre 1975   | juin 1977        |
| Chef d'état-major de la Marine                 | Contre-amiral Joy Amedume                                       | juin 1977        | juillet 1978     |
| Chef d'état-major de l'Air                     | Brigadier Charles Beausoliel                                    | 9 octobre 1975   | 11 novembre 1976 |
| Chef d'état-major de l'Air                     | Vice-maréchal de l'Air George Yaw Boakye                        | 12 novembre 1976 | 5 juillet 1978   |
| Commandant des gardes-frontières               | Colonel EK Utuka (plus tard major général)                      | 9 octobre 1975   | ?                |
| Inspecteur général de la police                | Ernest Ako                                                      | 9 octobre 1975   | juillet 1978     |

## Le Conseil National de la Rédemption reconstitué
Les différents commissaires sont désignés comme membres du Conseil national de rédemption (NRC) reconstitué, l'adhésion au CMS étant désormais limitée au chef de l'État, à l'inspecteur général de la police et aux différents commandants des services militaires ainsi qu'au commandant des gardes-frontières. Les commandants des première et deuxième brigades d'infanterie ont également été inclus dans le NRC sous l'égide du CMS. Onze membres du gouvernement du CNRC, dont Edward Nathaniel Moore (en), présent depuis janvier 1972, ainsi que dix autres officiers militaires, sont licenciés.
| Commandement militaire                                         |                                                             |                 |                 |
| Poste                                                          | Nom                                                         | Début           | Fin             |
| Commandant de Brigade de la Première Infanterie                | Colonel N. A. Odartey-Welllington (plus tard Major General) | 9 Octobre 1975  | ?               |
| Commandant de Brigade de la Première Infanterie                | Colonel I. K. Amoah                                         | 5 Juillet 1978  | ?               |
| Commandant de Brigade de la Seconde Infanterie                 |                                                             |                 |                 |
| Chef de l'État et Ministre de la Défense                       | Brigadier Nunoo Mensah                                      | 5 Juillet 1978  | ?               |
| Commissaires                                                   |                                                             |                 |                 |
| Poste                                                          | Nom                                                         | Début           | Fin             |
| Commissaire des Affaires Étrangères                            | Colonel Roger Felli                                         | 9 Octobre 1975  | ?               |
| Commissaire des Affaires Internes Inspecteur Général de Police | Ernest Ako                                                  | 9 Octobre 1975  | Juillet 1978    |
| Commissaire des Affaires Internes Inspecteur Général de Police | B. S. K. Kwakye                                             | Juillet 1978    | Juin 1979       |
| Commissaire à la Défense                                       | Colonel Kutu Acheampong                                     | 9 Octobre 1975  | Juillet 1978    |
| Commissaire à la Défense                                       | Lt. General Fred W. K. Akuffo                               | Juillet 1978    | Juin 1979       |
| Procureur Général et Commissaire de Justice                    | Gustav Koranteng-Addow                                      | 9 Octobre 1975  | Janvier 1979    |
| Commissaire des Finances et Affaires Économiques               | Colonel Kutu Acheampong                                     | 9 Octobre 1975  | ?               |
| Commissaire des Finances et Affaires Économiques               | Robert Gardiner                                             | 14 Octobre 1975 | Mai 1978        |
| Commissaire des Finances et Affaires Économiques               | Colonel E. T. Oklah                                         | 1978            | Juillet 1979    |
| Commissaire de la Planification Économique                     | Lt Col. Kwame Baah                                          | 9 Octobre 1975  | ?               |
| Commissaire de la Planification Économique                     | J. L. S. Abbey                                              | 1978            | Juillet 1979    |
| Commissaire des Gouvernements Locaux                           | Lt. Col. K. B. Agbo                                         | 9 Octobre 1975  | 1975            |
| Commissaire des Gouvernements Locaux                           | Lt. Col. B. K. Ahlijah                                      | ?               | ?               |
| Commissaire des Gouvernements Locaux                           | Lt. Col. K. A. Jackson                                      | ?               | ?               |
| Commissaire des Gouvernements Locaux                           | C. K. Tedam                                                 | c. 1978         |                 |
| Commissaire pour l'Agriculture                                 | Lt. Col. Paul K. Nkegbe                                     | 9 Octobre 1975  | 1979            |
| Commissaire pour l'Agriculture                                 | Major General N. A. Odartey-Wellington                      | 1978            | 1978            |
| Commissaire pour l'Agriculture                                 | Colonel Samuel Akwagiram                                    | 1978            | 1979            |
| Commissaire de la Santé                                        | Lt. Colonel Anthony Selormey                                | 9 Octobre 1975  | 14 Octobre 1975 |
| Commissaire de la Santé                                        | Major General N. A. Odartey-Wellington                      | 14 Octobre 1975 |                 |
| Commissaire de la Santé                                        | Abayifa Karbo,                                              | Juillet 1977    | Novembre 1978   |
| Commissaire de l'Emploi, Sécurité Sociale et Coopératives      | Commander Joy Amedume                                       | 9 Octobre 1975  | ?               |
| Commissaire de l'Emploi, Sécurité Sociale et Coopératives      | Nii Anyetei Kwakwranya                                      | c. 1978         |                 |
| Commissaire du Territoire et des Ressources minières           | Group Captain T. T. Kutin                                   | 9 Octobre 1975  | ?               |
| Commissaire du Territoire et des Ressources minières           | Brigadier K. Osei-Boateng                                   | ?               |                 |
| Commissaire du Territoire et des Ressources minières           | Lt. Col. Abdulai Ibrahim                                    | ?               |                 |
| Commissaire du Territoire et des Ressources minières           | George Benneh                                               | c. 1978         |                 |
| Commissaire d'Industrie                                        | Colonel George Minyila                                      | 9 Octobre 1975  | ?               |
| Commissaire d'Industrie                                        | Colonel B. K. Ahlijah,                                      | c. 1978         |                 |
| Commissaire du Travail et des Logements                        | Lt. Col. K. A. Jackson                                      | 9 Octobre 1975  | ?               |
| Commissaire du Travail et des Logements                        | Major Edward Yirimambo                                      | c. 1978         |                 |
| Commissaire du Commerce et du Tourisme                         | Colonel K. A. Quashie,                                      | 9 Octobre 1975  | ?               |
| Commissaire du Transport et des Communications                 | Colonel David A. Iddisah                                    | 9 Octobre 1975  | ?               |
| Commissaire du Transport et des Communications                 | Group Captain T. T. Kutin                                   |                 |                 |
| Commissaire du Transport et des Communications                 | Eric R.K. Dwemoh                                            |                 |                 |
| Commissaire du Transport et des Communications                 | George Harlley                                              | c. 1978         |                 |
| Commissaire de l'Education et Culture                          | Ellis Owusu-Fordwor                                         | 9 Octobre 1975  | 1979            |
| Commissaire de l'Education, Culture et Sports                  | Lieutenant-Colonel Paul Nkegbe                              | 9 Octobre 1975  | ?               |
| Commissaire de Information                                     | Brigadier Robert E. A. Kotei                                | 9 Octobre 1975  | Novembre 1976   |
| Commissaire de Information                                     | Colonel Parker H. S. Yarney                                 | c. 1978         |                 |
| Commissaire de Sports                                          | Colonel Kutu Acheampong                                     | 9 Octobre 1975  | 1978            |
| Commissaire de Sports                                          | E. R. K. Dwemoh                                             | c. 1978         |                 |
| Commissaire de Productions de Cacao                            | Captain J. A. Kyeremeh                                      | 9 Octobre 1975  | 1979            |
| Commissaire de Cooperatives et Consommateurs                   | Kofi Badu                                                   | c. 1978         |                 |
| Commissaire de Carburant et Energie                            | Lieutenant-Colonel Abdulai Ibrahim                          |                 |                 |
| Commissaire de la Gestion des Chefferies Institutionnelles     | Lt. General Fred W. K. Akuffo                               | c. 1978         |                 |
| Commissaire de NRC Affairs                                     | E. K. Buckman                                               |                 |                 |
| Commissaire et Conseiller Spécial du Chef de l'État            | Joe Appiah                                                  |                 |                 |
| Commissaire des Devoirs Spéciaux                               | Lt. Colonel C. S. C. Grant                                  | c. 1978         |                 |
| Commissaires régionaux                                         |                                                             |                 |                 |
| Ashanti Regional Commissaire                                   | Major L. K. Kodjiku                                         | Octobre 1975    | 1977            |
| Ashanti Regional Commissaire                                   | Commander G. E. Osei                                        | 1977            | 1978            |
| Ashanti Regional Commissaire                                   | Colonel R. K. Zumah                                         | 1978            | 1979            |
| Brong Ahafo Region                                             | Lt. Col. O. K. Abrefa                                       | Octobre 1975    | 1977            |
| Brong Ahafo Region                                             | William Adjei Thompson                                      | 1977            | 1978            |
| Brong Ahafo Region                                             | R. K. Zumah                                                 | Juillet 1978    | Octobre 1978    |
| Brong Ahafo Region                                             | Lt. Commander L. K. Awuku                                   | Octobre 1978    | 1979            |
| Central Regional Commissaire                                   | Major J. A. Awuni                                           | 1975            | 1977            |
| Central Regional Commissaire                                   | Commander John A. K. Otoo                                   | 1977            | 1978            |
| Central Regional Commissaire                                   | Lt Colonel William Adjei Thompson                           | 1978            | 1979            |
| Eastern Regional Commissaire                                   | Colonel Kweku Adade Takyi                                   | 9 Octobre 1975  | 1977            |
| Eastern Regional Commissaire                                   | Lt. Col. George Minyila                                     | 1973            | 1975            |
| Eastern Regional Commissaire                                   | Commander G. E. Osei                                        | 1977            | 1978            |
| Eastern Regional Commissaire                                   | Lt. Colonel Obed Kwabena Abrefa                             | 1978            | 1979            |
| Greater Accra Regional Commissaire                             | Lt. Col. William Adjei Thompson                             | 9 Octobre 1975  | 1977            |
| Greater Accra Regional Commissaire                             | Lt. Colonel L. K. Kodjiku                                   | 1977            | 1978            |
| Greater Accra Regional Commissaire                             | Commander G. E. Osei                                        | 1978            | 1979            |
| Northern Regional Commissaire                                  | Major R. K. Zumah                                           | 9 Octobre 1975  | 1978            |
| Northern Regional Commissaire                                  | Lt. Colonel L. K. Kodjiku                                   | 1978            | 1979            |
| Upper Region                                                   | Lt. Col. Michael Ofori-Akuamoah                             | 9 Octobre 1975  | 1978            |
| Upper Region                                                   | Lt. Colonel Samuel Gyabaah                                  | 1978            | 1979            |
| Volta Regional Commissaire                                     | Lt. Col. G. K. Amevor,                                      | 9 Octobre 1975  | 1979            |
| Western Region                                                 | Lt.Commander John A.K. Otoo                                 | 1975            | 1976            |
| Western Region                                                 | Lt. Col. E. J. Dawuni                                       | 1976            | 1977            |
| Western Region                                                 | J. S. Y. Amenlemah                                          | 1978            | 1979            |

| Bureau                | Nom                   | Rendez-vous | Remarques |
| --------------------- | --------------------- | ----------- | --------- |
| Secrétaire du Cabinet | Gilbert Boafo Boahène | 1978-1979   |           |

## Membres du gouvernement Akuffo (CMS 2)
À la suite d'un coup d'État sans effusion de sang le 5 juillet 1978, le CMS fut reconstitué. Le général Acheampng est contraint de démissionner de son poste de chef de l'État et assigné à résidence. Ce gouvernement est resté au pouvoir jusqu'à son renversement onze mois plus tard par le Conseil révolutionnaire des forces armées le 4 juin 1979.
| Membres du CMS II (juillet 1978 à juin 1979) |                                                              |                 |                 |
| Bureau                                       | Nom                                                          | Commencer       | Fin             |
| Chef de l'État et président                  | Lieutenant-général Fred WK Akuffo                            | 5 juillet 1978  | 4 juin 1979     |
| Chef d'état-major de la Défense              | Major-général Robert EA Kotei                                | 5 juillet 1978  | 23 juillet 1978 |
| Chef d'état-major de la Défense              | Lieutenant-général Joshua Hamidu                             | 23 juillet 1978 | 4 juin 1979     |
| Chef d'état-major de l'armée                 | Major-général Neville Odartey-Wellington                     | 5 juillet 1978  | 4 juin 1979     |
| Chef d'état-major de la Marine               | Contre-amiral Joy Kobla Amedume                              | 5 juillet 1978  | 4 juin 1979     |
| Chef d'état-major de l'Air                   | Vice-maréchal de l'Air George Yaw Boakye                     | 5 juillet 1978  | 4 juin 1979     |
| Commandant des gardes-frontières             | Général de division EK Utuka                                 | 5 juillet 1978  | 1978            |
| Commandant des gardes-frontières             | Major-général K. Osei Boateng,[source secondaire nécessaire] | 1978            | 4 juin 1979     |
| Inspecteur général de la police              | Ernest Ako                                                   | juillet 1978    | juillet 1978    |
| Inspecteur général de la police              | BSK Kwakye                                                   | 17 juillet 1978 | 4 juin 1979     |